# Bam B Crew
Bam B Crew（バンビークルー）は日本の男性6人組アカペラボーカルグループ。

## 概要
渋くてカッコいい大人のバラードに憧れる男性6人グループ。創価大学の学生5人と、日本獣医生命科学大学の学生1人で結成された。
グループ名は、bamboo(竹)とbe crew(仲間)の造語。結成したばかりなのに、コーラス陣がぐんぐん上手くなっていく様子が若竹の成長していく様子と重なったことと、竹のように、しなやかにのびのびと歌を歌っていきたいという決意を込めて「bamboo」をグループ名に入れることになった。また、アカペラを通して仲間の絆を深めていこうという決意を込めて「be crew」をグループ名に入れた。bamboo＋be crewで、Bam B Crew となった。

## 来歴
2004年
- 4月　結成

2008年
- 4月8日放送　フジテレビ系列『青春アカペラ甲子園 全国ハモネプリーグ2008春』出演、決勝進出
- 9月23日放送　フジテレビ系列『青春アカペラ甲子園 全国ハモネプリーグ2008夏』出演
- 10月12日　「創価大学 第38回創大祭 ＠創価大学キャンパス」出演

2009年
- 2月15日　「結婚式場オープニングセレモニー ＠AZ GRACE『セントゼロブリリアンス』」出演
- 4月21日放送　フジテレビ系列『青春アカペラ甲子園 全国ハモネプリーグ2009春』出演、優勝
- 4月29日　「Open The Lunch Vox!! 〜Soft Voice『Pure Breath』全国リリース記念カフェライブ〜 ＠渋谷cafe spuma」出演
- 5月31日　「桂林ライブ 〜 A capella＆Dinner 〜 ＠中華料理・桂林」出演
- 8月22日　「じゃ〜んずΩ LIVE 〜 REALIZE in Tokyo 〜 ＠月見ル君想フ」出演
- 9月5日　「サザンビーチカフェ〜a capella live party〜 ＠サザンビーチカフェ」出演
- 9月26日　「TAKAΩtour2009～魂の旅～ ＠東京シルクロード」出演
- 10月12日　「創価大学 第39回創大祭 ＠創価大学キャンパス」出演
- 12月12日　「カズン 『クリスマスディナーしよう』 ＠ホテルパシフィック東京」出演

2010年
- 1月16日　「七色音色～なないろねいろ～岩崎良美＆カズンコンサート ＠よこすか芸術劇場」出演
- 2月6日、7日　『ハモネプSUPERライブ 2010冬 @ 東京 品川ステラボール』出演
- 2月11日　「七色音色～なないろねいろ～岩崎良美＆カズンコンサート ＠中野サンプラザ」出演
- 3月21日　創価大学芸術希望賞を受賞
- 3月22日　「創価大学オープンキャンパス ＠創価大学キャンパス」出演
- 4月3日　「Bam B Crew レコ発イベント Bam Voyage～感謝の船出～ ＠渋谷 duo -Music Exchange-」開催
- 5月4日、5日　「MUSIC DAY2010 SUPER LIVE ハモネプPARK @駒沢オリンピック公園中央広場」出演（やーさん）
- 7月11日　「Bam Voyage ～ ほなまた！～ ＠渋谷ライブハウス多作」開催
- 8月28日　「パパナチョファミリープレゼンツ『Growing Of Music Vol.2』 ＠町田市民フォーラム」出演（やーさん）
- 9月18日　「Lovin'ONE Vol.3 ＠FUTURE NATURE VALVE」出演（やーさん）
- 10月11日　「七色音色～なないろねいろ～岩崎良美＆カズンコンサート ＠川崎市教育文化会館」出演

2011年
- 4月9日　「姉と僕とその仲間達！ ＠田園ホール・エローラ」出演（やーさん）
- 4月29日　「Lovin'ONE Vol.6 ＠渋谷eggman」出演（やーさん）
- 10月9日　「創価大学 第41回創大祭 ＠創価大学キャンパス」出演
- 11月26日　「Bam Voyage～サイカイ～ ＠吉祥寺ROCK JOINT GB」開催

2012年
- 1月22日　「"キイテCrazy"全国リリース記念ツアー～ずっと友達～ ＠渋谷eggman」出演
- 8月25日　「FNVpresents『short time travel 1』 ＠新宿FNV」出演（やーさん、おーじ）
- 11月10日　「Bam Voyage～夢の宴～ ＠吉祥寺ROCK JOINT GB」開催

2013年
- 3月31日　「JARNZΩ2ndアルバム"RAINBOW"発売記念LIVE ＠月見ル君想フ」出演
- 7月13日　「SHUN's Bandレコ発ライブ ＠吉祥寺Star Pine's Cafe」出演
- 8月10日　「真夏のハイパーアカペラ！！ ＠表参道Ground」出演
- 12月7日　「Bam Voyage～てっぺんの向こう側～ ＠吉祥寺ROCK JOINT GB」開催

2015年
- 11月28日　「SACB YEAR LIVE ＠創価大学キャンパス」出演

2016年
- 2月7日　「How Are U！！.１ ＠渋谷eggman」、「How Are U！！.２ ＠渋谷eggman」出演

2017年
- 7月9日　「アカペラミュージアムVol.3 『touch!!』 ＠J-POP Cafe SHIBUYA」出演

2023年
- 7月30日　「全国ハモネプリーグLIVE2023夏 ＠お台場冒険王2023『SUMMER SPLASH スタジアム』」出演

2024年
- 3月2日放送　フジテレビ系列『全国ハモネプ大リーグ』出演、優勝
- 4月5日放送　FM福井『Update Evening』内『ハモラジ♪』出演（やーさん、えっさん、おーじ、かっちゃん）
- 9月23日　「じゃ〜んずΩ20周年記念ツアー“みんなハモだちΩ” ツアーFINAL in東京 ＠赤羽ReNY alpha」出演
- 12月7日　「まんなかマルシェ ＠菰野町役場」出演
- 12月17日　「Mic Majestic Showcase〜マイク マジェスティック ショーケース〜 ＠下北沢シャングリラ」出演

## メンバー
- 池ノ内 正博（いけのうち まさひろ）（1985年7月23日 - ）通称やーさん。リードボーカル担当。神奈川県出身。
- 江藤 祐大（えとう ゆうた）（1985年8月24日 - ）通称えっさん。1stコーラス、編曲担当。大阪府出身。
- 横山 一博（よこやま かずひろ）（1985年8月22日 - ）通称よこちゃん。2ndコーラス担当。岐阜県出身。
- 柳 伸幸（やなぎ のぶゆき）（1985年9月20日 - ）通称おーじ。3rdコーラス担当。東京都出身。「soul∞flavor」としても活動していた。
- 中川 英樹（なかがわ ひでき）（1985年12月2日 - ）通称ひでぶー。ベース担当。大阪府出身。
- 加藤 祐基（かとう ゆうき）（1985年8月6日 - ）通称かっちゃん。ボイスパーカッション担当。東京都出身。グループのリーダー。

## CD
- 2008年11月12日発売『青春アカペラ甲子園 全国ハモネプリーグ2008夏』
- 2009年04月29日発売『青春アカペラ甲子園 全国ハモネプリーグ2009春』
- 2010年2月10日発売『Bam B Crew』
- 2010年9月1日発売『青春アカペラ甲子園 全国ハモネプリーグチャンピオンズ CD 』